# Jerzy II Rakoczy
Jerzy II Rakoczy nazwisko zapisano również jako Ragotzovius, Ragotzius, Ragotzi, Ragotzki, Ragotzky, właśc. II. Rákóczi György (ur. 30 stycznia 1621 w Sárospatak, zm. 7 czerwca 1660 w Wielkim Waradynie) – syn Jerzego I Rakoczego, mąż Zofii Batory, ojciec Franciszka I Rakoczego.

## Życiorys
Był protestantem wyznania kalwińskiego.
16 lutego 1642 został obrany księciem Siedmiogrodu, był lennikiem Turcji w Mołdawii i Wołoszczyźnie.
W 1653 zawarł sojusz z Rzecząpospolitą, 27 lipca 1654 otrzymał indygenat polski, jednak nie przyszedł jej z pomocą w trakcie najazdu szwedzkiego. W 1656 sojusz zaproponowali mu Szwedzi w zamian za Ruś Czerwoną i tytuł wielkiego księcia Halicza. Rakoczy jednak 7 września 1656 zawarł traktat wieczystej przyjaźni z powstańcami Bohdana Chmielnickiego i nadal prowadził rokowania ze Szwedami. Spowodowało to wzrost pozycji Rakoczego, co z kolei zmobilizowało Habsburgów do wsparcia króla Jana Kazimierza, ponieważ obawiali się, że Rakoczy będący lennikiem Turcji może dążyć do zjednoczenia Węgier. W związku z tym cesarz Ferdynand III podpisał 1 grudnia 1656 przymierze z Rzecząpospolitą.
Natomiast 6 grudnia 1656 Rakoczy podpisał ze Szwedami traktat w Radnot na Węgrzech (obecnie na terytorium Rumunii), na mocy którego miał się dokonać rozbiór Rzeczypospolitej, a Rakoczy miał otrzymać m.in. Mazowsze i Małopolskę wraz z dochodowymi złożami soli.

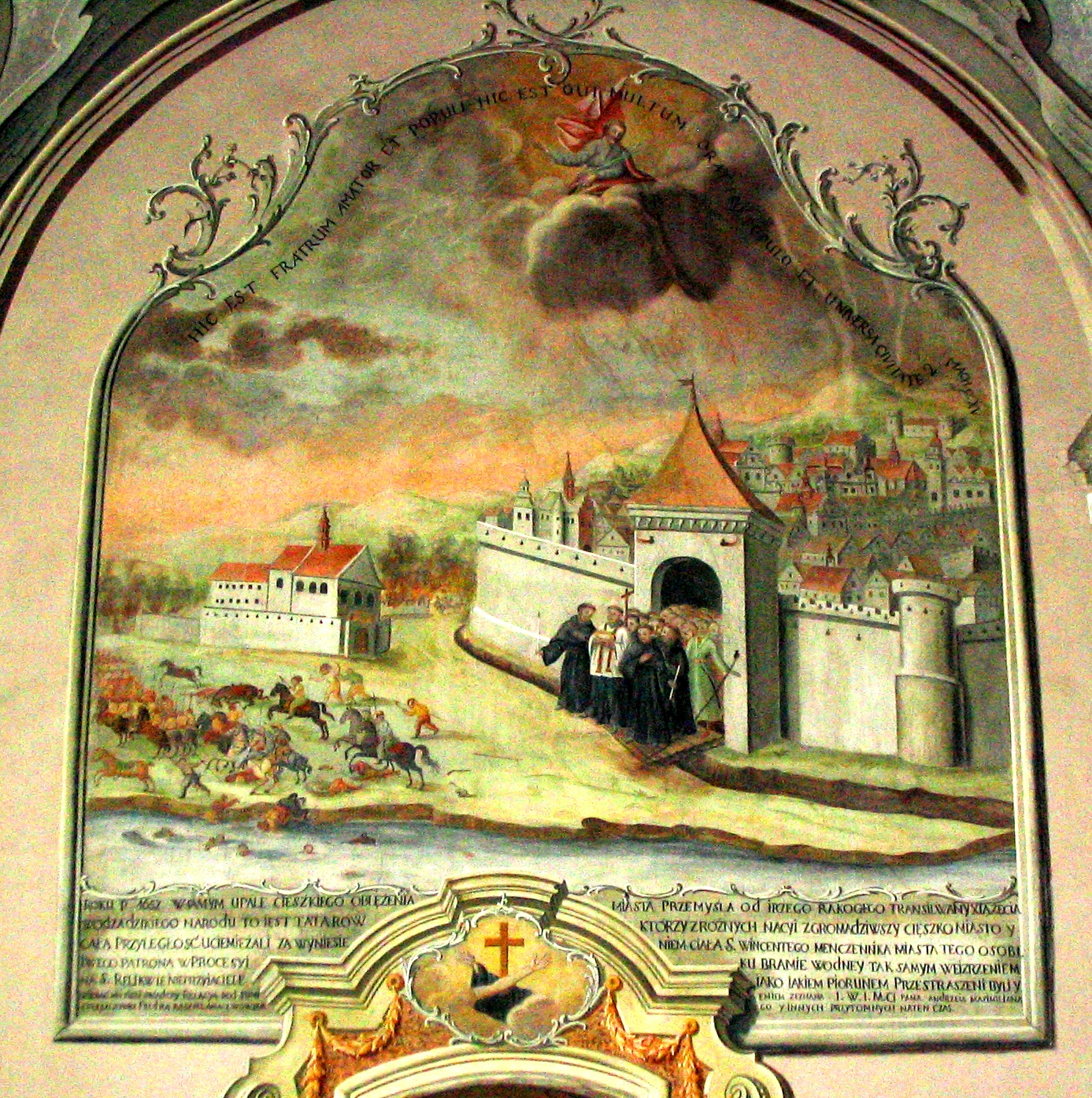
Obrona Przemyśla przed wojskami Rakoczego w 1657

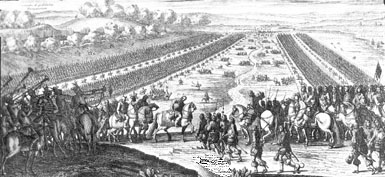
Erik Dahlbergh, Połączenie się wojsk Karola Gustawa i Rakoczego pod Ćmielowem, 12 kwietnia 1657

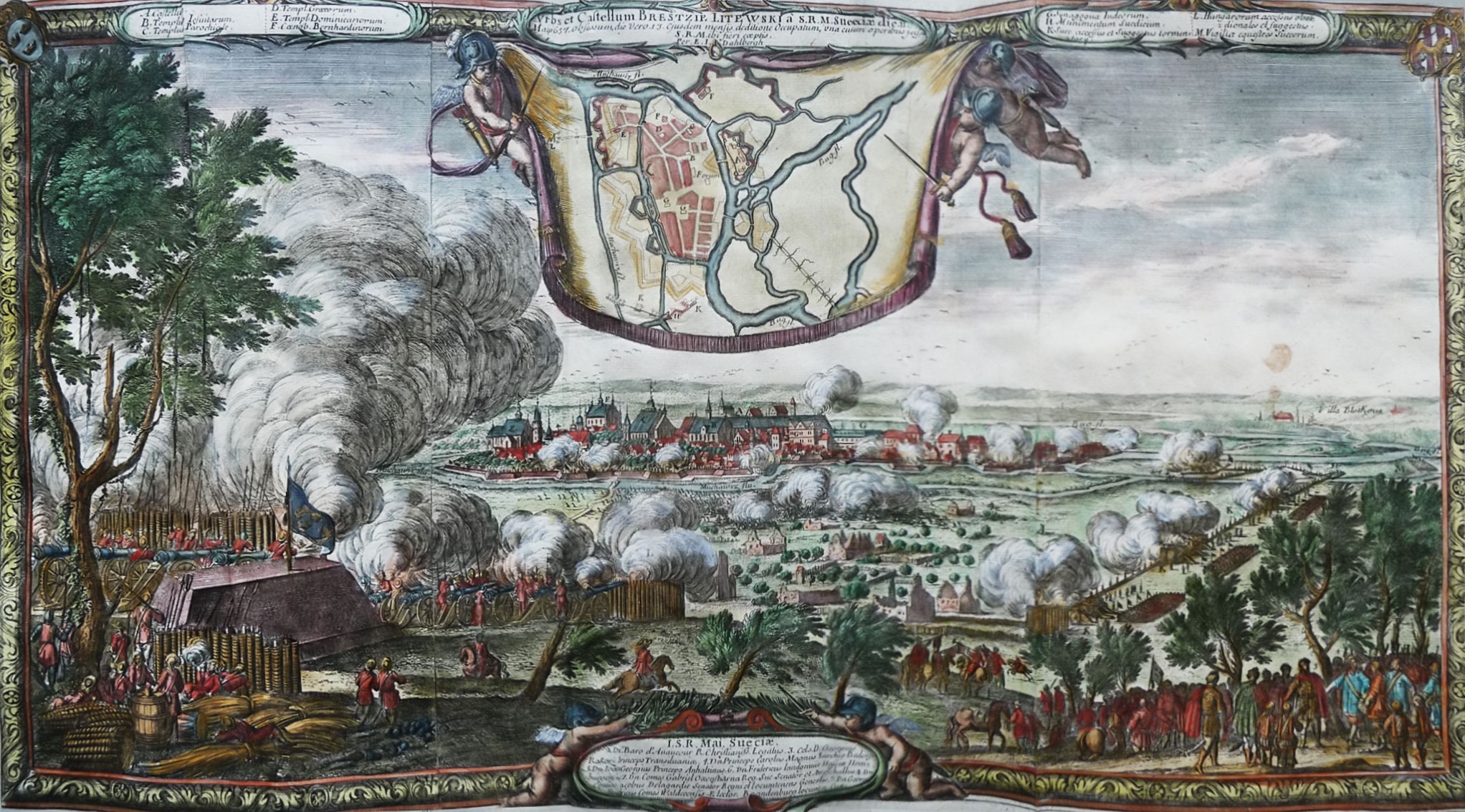
Erik Dahlbergh, 13 maja 1657 – zajęcie Brześcia Litewskiego przez wojska Rakoczego i Karola Gustawa

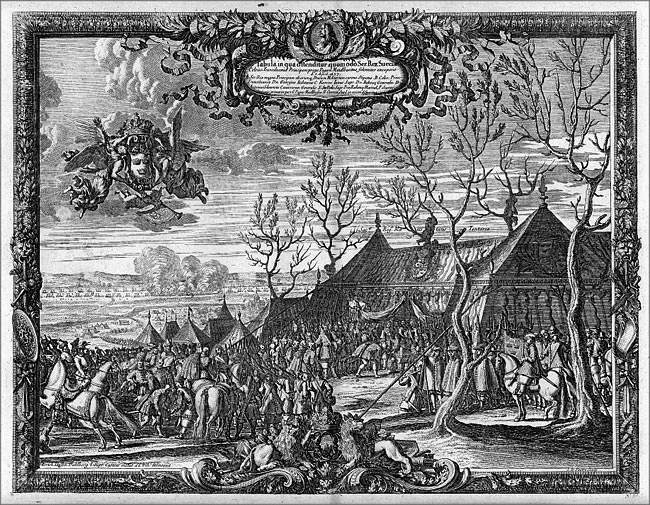
Jerzy Rakoczy u Karola Gustawa pod Modliborzycami

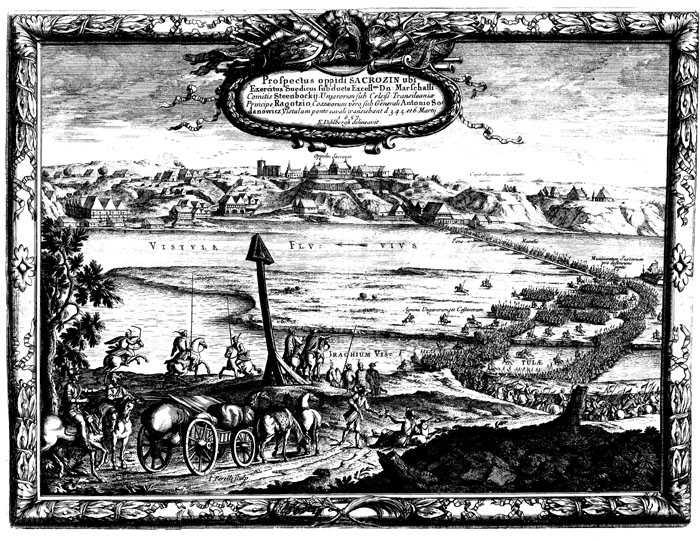
Erik Dahlbergh, Przejście wojsk szwedzkich i siedmiogrodzkich przez Wisłę w Zakroczymiu

W końcu stycznia 1657 przez Karpaty ruszyła do Polski w kierunku na Lwów armia siedmiogrodzka w sile około 25 tys. wojska, do której w Medyce dołączyło ok. 8–10 tys. Kozaków pod dowództwem Antona Żdanowicza.
Podszedł pod Lwów, lecz nie zdobył go, a po starciu z niewielkimi siłami Rewery Potockiego odszedł w kierunku Krakowa, paląc i rabując po drodze m.in. Duklę, Rogi, Lesko, Sanok, Łańcut, zamek w Odrzykoniu. Nie zdobył Przemyśla (28 lutego) i Krosna. Oblegał także zamek w Łańcucie, lecz też nie był w stanie zdobyć tak potężnej twierdzy. 21 marca zajął Tarnów i na czele 5 tys. żołnierzy dotarł 28 marca do Krakowa, gdzie wzmocnił szwedzki garnizon 2,5 tys. żołnierzy pod dowództwem Jana Bethlena. Następnie udał się na północ, gdzie dołączył do reszty swoich wojsk i 11 kwietnia połączył się w Modliborzycach i 12 kwietnia pod Ćmielowem z wojskami szwedzkimi pod dowództwem króla Karola X Gustawa. Połączone wojska przekroczyły Wisłę w Zawichoście i 19 kwietnia zajęły Lublin, a 30 kwietnia Mińsk Mazowiecki. 8 maja Rakoczy i Karol Gustaw podeszli pod twierdzę w Brześciu nad Bugiem, która skapitulowała po 2 dniach, a wojska Rakoczego zaczęły krwawo łupić okolice (spalił Brańsk i Białą Podlaską). Około 20 maja Karol Gustaw dowiedział się, że do wojny z nim szykuje się król Danii, więc odszedł na Pomorze, zostawiając komendę Gustawowi Stenbockowi, z którego korpusem Rakoczy przeszedł na zachód w kierunku Warszawy, niszcząc po drodze doszczętnie Podlasie (spalił m.in. 20 maja Mielnik, 31 maja Drohiczyn, Nur, Brok i Pniewo). Wraz ze Szwedami po 3 dniach oblężenia zajął 17 czerwca Warszawę.
Po 4 dniach okupacji Warszawy, 22 czerwca szwedzkie oddziały Stenbocka odeszły za Karolem Gustawem w kierunku Szczecina (w związku z przystąpieniem Danii do wojny po stronie Polski), co postawiło Jerzego Rakoczego w ciężkiej sytuacji, ponieważ zdawał sobie sprawę, że jego wojska prezentują niewielką wartość bojową. Zaskoczony rozwojem sytuacji zaczął wraz z Kozakami szybko wycofywać się na południowy wschód, tym bardziej że na rozkaz króla Jana Kazimierza zaczął go ścigać dziesięciotysięczny korpus polskiej jazdy Stefana Czarnieckiego, który – porzuciwszy pościg za wojskami szwedzkimi – połączył się w Częstochowie z jazdą litewską Aleksandra Hilarego Połubińskiego i sprzymierzonymi wojskami austriackimi. W dodatku doszły Rakoczego wieści, że Jerzy Lubomirski, nie mogąc się doczekać najazdu na Siedmiogród sprzymierzonych Tatarów, w odwecie za najazd Rakoczego najechał na Siedmiogród, łupiąc go bez litości. W Łańcucie 7–8 lipca postanowiono, że Czarniecki ruszy bezpośrednio za Rakoczym, a Lubomirski z Potockim odetną Siedmiogrodzianom i Kozakom drogę do granicy. 11 lipca wojska Czarnieckiego doścignęły Rakoczego i zniszczyły część jego armii w bitwie pod Magierowem oraz odzyskały 2000 wozów z łupami. Następnie dogoniły pozostałą część jego uciekających wojsk podczas przeprawy przez Pełtew i po połączeniu 16 lipca z hetmanami wojska polskie dogoniły go na Podolu i rozbiły 20 lipca w Bitwie pod Czarnym Ostrowem.
Rakoczy po ucieczce Kozaków Antona Żdanowicza porzucił tabory i z resztkami swoich sił wycofał się do Międzyboża, na zachód od którego wybudował niewielkie fortyfikacje bastionowe, po czym zaproponował kapitulację, którą książę Jerzy Lubomirski przyjął 23 lipca. Rakoczy na mocy zawartej umowy zerwał sojusz ze Szwecją, zobowiązał się wyprowadzić swoje oddziały z okupowanych miast Krakowa i Brześcia Litewskiego oraz zapłacić Rzeczypospolitej reparacje wojenne w wysokości 1,2 mln złotych. Poza tą kwotą zobowiązał się wypłacić 1 mln złotych żołnierzom armii polskiej i 2 mln dowódcom. Polacy pozwolili mu odejść do Siedmiogrodu, jednak 26 lipca pod Skałatem natknął się na idących z południa sprzymierzonych z Rzecząpospolitą Tatarów, którzy go zaatakowali. Rakoczy porzucił swoje wojska, zostawiając dowództwo Janosowi Kemenyowi. W ciągłych walkach Węgrzy okopali się w warownym obozie w Wiśniowczyku koło Trembowli, jednak 31 lipca Tatarzy zdobyli obóz. Zginęło wtedy 500 Węgrów, a w jasyr poszło 11 tysięcy Węgrów i Mołdawian. Tym samym armia siedmiogrodzka przestała istnieć. 4 sierpnia 1657 do garnizonu węgierskiego w Krakowie dotarł rozkaz Rakoczego, nakazujący dowodzącemu nim Janowi Bethlenowi poddanie Krakowa.
Rakoczy musiał zapłacić Rzeczypospolitej kontrybucję w wysokości 3 mln złotych, stracił wszystkie łupy wojenne, a niedobitki jego armii znalazły się w tatarskiej niewoli. Wkrótce na Siedmiogród uderzyli Turcy, pozbawiając Rakoczego wpływów w Mołdawii. Rakoczy stracił życie w walkach o tron siedmiogrodzki – zmarł po tym, jak 2 czerwca 1660 został ciężko ranny w bitwie pod Florești/Gilău (węg. Szászfenes/Gyalu) koło miasta Kluż-Napoka (węg. Kolozsvár).